# 亞洲時報在線
亞洲時報在線 (Asia Times Online)，是一份互聯網上的新聞媒體，內容有亞洲新聞時報及社論等。
亞洲時報在線的收入來自網上廣告、新聞原創作品的轉讓。
亞洲時報在線的前身是一份以香港為基地的印刷品新聞刊物，在亞洲金融危機之後轉戰到網絡上出版。

## 外部連結
- Asia Times Online （页面存档备份，存于） (英文版)